# جيد شو
جيد شو هي لاعبة سيرك ‏ صينية، ولدت في 9 فبراير 1986 في شانغهاي في الصين.

## وصلات خارجية
- جيد شو على موقع IMDb (الإنجليزية)
- جيد شو على موقع قاعدة بيانات الفيلم (الإنجليزية)